# Diego Cristóbal Mesía y León Garavito
Diego Cristóbal Mesía y León Garavito, I conde de Sierrabella fue un abogado, funcionario y noble español establecido en Hispanoamérica.

## Biografía
Fue hijo de Cristóbal Mesía y Venegas (cuyo padre, Diego Mesía y Molina, había actuado en la guerra de Flandes y en la Conquista del Perú) y de Leonor León Garavito. Recibió el bautismo en Madrid el 18 de marzo de 1624. Sus padres eran de Sevilla, habiendo sido su padre veinticuatro de esta ciudad y regidor de Écija y Ávila. Era descendiente de la Casa de Mexía.
En su temprana edad pasó al Perú, donde estudió leyes en el Colegio Real y Mayor de San Martín y en la Real Universidad de San Marcos, donde obtuvo el grado de doctor.
Mesía fue oidor de la Real Audiencia de Quito, luego nombrado fiscal de la Audiencia de Lima, y finalmente fue presidente de la Real Audiencia de Charcas.
En 1695, Diego Cristóbal Mesía fue creado conde de Sierrabella por el rey Carlos II, título que había conseguido su hijo homónimo en la metrópoli, y que fue financiado con la dote de su nuera, Isabel, hija de Pedro de Torres, fundador del primer mayorazgo en Chile. Fue miembro del Consejo de Indias.

## Matrimonio y descendencia
Contrajo matrimonio en Madrid, el 3 de agosto de 1656, con Jerónima de Roselde y Valenzuela. Tuvieron los siguientes hijos:
- Diego Cristóbal Mesía y Valenzuela, heredero del condado. Casado con María Isabel de Torres y Olivares, con descendencia.
- Isabel Mesía Venezuela, casada con Juan Luis López, I marqués del Risco, con descendencia.